# Maimouna Jallow
Maimouna Jallow (* 2005 in Sare-Futa) ist eine gambische Leichtathletin, die sich auf den Sprint spezialisiert hat.

## Sportliche Laufbahn
Erste Erfahrungen bei internationalen Meisterschaften sammelte Maimouna Jallow im Jahr 2022, als sie bei den Afrikameisterschaften in Port Louis mit 11,71 s im Halbfinale im 100-Meter-Lauf ausschied und über 200 Meter mit 24,57 s nicht über den Vorlauf hinaus kam. Zudem gewann sie mit der gambischen 4-mal-100-Meter-Staffel in 44,97 s gemeinsam mit Gina Bass, Fatou Sowe und Nyimasata Jawneh die Bronzemedaille hinter den Teams aus Nigeria und Südafrika. Anschließend siegte sie bei den Islamic Solidarity Games in Konya mit neuem Spiele- und Landesrekord von 43,83 s. Im Jahr darauf belegte sie bei den U20-Afrikameisterschaften in Ndola in 11,80 s den vierten Platz über 100 Meter sowie in 24,39 s auch im 200-Meter-Lauf. Im selben Jahr zog sie in die Vereinigten Staaten und absolviert dort eine Ausbildung am Cloud County Community College in Kansas. Im März 2025 stellte sie mit 22,86 s einen neuen Hallenrekord über 200 Meter auf.

## Persönliche Bestzeiten
- 100 Meter: 11,18 s (+1,3 m/s), 3. Mai 2025 in Coffeyville
  - 60 Meter (Halle): 7,19 s, 8. März 2025 in Lubbock
- 200 Meter: 22,92 s (+1,9 m/s), 3. Mai 2025 in Coffeyville
  - 200 Meter (Halle): 22,86 s, 8. März 2025 in Lubbock (gambischer Rekord)